# Carex leporinella
Carex leporinella Mack. es una especie de planta herbácea de la familia de las ciperáceas.

## Hábitat y distribución
Es nativa de la oeste de los Estados Unidos desde California a Wyoming, donde crece en hábitat húmedo de montaña, tales como prados. 

## Descripción
Esta juncia produce densos racimos de tallos delgados de hasta unos 30 centímetros de altura. Tiene unas pocas hojas en cada tallo, cada una muy estrecha y, en general, doblada o enrollada. La abierto inflorescencia es un racimo de varias espigas de color oro a marrón, cubierta con sus flores de color marrón rojizo, blancas las escalas.  El fruto está recubierto en un saco  alado, curvo, de color claro  llamado perigynium.

## Taxonomía
Carex leporinella fue descrita por  Kenneth Kent Mackenzie y publicado en Bulletin of the Torrey Botanical Club 43(12): 605–606. 1916[1917].
Citología
Número de cromosomas de Carex distans (Fam. Cyperaceae) y táxones infraespecíficos: n=37
Etimología
Ver: Carex
leporinella; epíteto latino  que significa "como leporina". 